# Chá com Mussolini
Chá com Mussolini (em inglês:  Tea with Mussolini; em italiano:  Un tè con Mussolini) é um filme anglo-italiano de 1999 do gênero "drama" dirigido por Franco Zeffirelli. A história do filme é uma semibiografia do diretor, contando lembranças da história vivida no período de 1935-1944 e as turbulências políticas em Florença na Itália durante os anos do fascismo e da Segunda Guerra Mundial.

## Elenco
- Cher...Elsa Morganthal Strauss-Almerson, uma rica norte-americana que coleciona arte
- Maggie Smith - Lady Hester Random, viúva de um ex-diplomata britânico na Itália
- Judi Dench - Arabella, uma artista excêntrica, empenhada em proteger as obras de arte ameaçadas com a guerra
- Lily Tomlin - Georgie Rockwell, uma arqueóloga norte-americana lésbica
- Joan Plowright - Mary Wallace, secretária em uma empresa italiana
- Baird Wallace - Luca adolescente
- Charlie Lucas - Luca criança
- Michael Williams - cônsul britânico

## Sinopse
Em 1935, mulheres estrangeiras vivem em Florença na Itália. O grupo britânico chama a si mesmo de "The Scorpioni" e encontram-se todas as tardes para o chá. Quando uma delas, a secretária Mary, é obrigada a adotar Luca, o filho bastardo do seu patrão italiano que ficara órfão de mãe e foge constantemente do orfanato de onde foi internado, as outras resolvem ajudá-la. Elas dão ao garoto lições de literatura inglesa e arte e a rica americana Elsa Morganthal deposita dinheiro em uma conta para pagar seus estudos. Com o início das hostilidades políticas contra os ingleses que vivem na Itália, o pai de Luca resolve mandá-lo para estudar na Áustria. Em 1940, Luca retorna e encontra as mulheres inglesas vivendo confinadas em um semi-presídio na cidade próxima de San Gimignano. Ele as ajuda servindo de mensageiro de Elsa que auxilia as mulheres sem que elas saibam. Mas quando os Estados Unidos entram na Guerra, Elsa é presa e fica junto com as outras mulheres e se descobre que ela é judia e corre perigo de vida.

## Produção
Lady Hester Random é baseada numa habitante verdadeira de Florença que o diretor Zeffirelli conheceu em sua infância. Zeffirelli a menciona e a outras duas senhoras participantes das  the Scorpioni em sua autobiografia.

## Prêmios e indicações
Venceu
- 2000 - Prêmio BAFTA - Melhor atriz coadjuvante; Maggie Smith.

Indicações
- 2000 - Prêmio BAFTA - Melhores figurinos; Jenny Beavan, Anna Anni, Alberto Spiazzi.